# Хасс, Амира

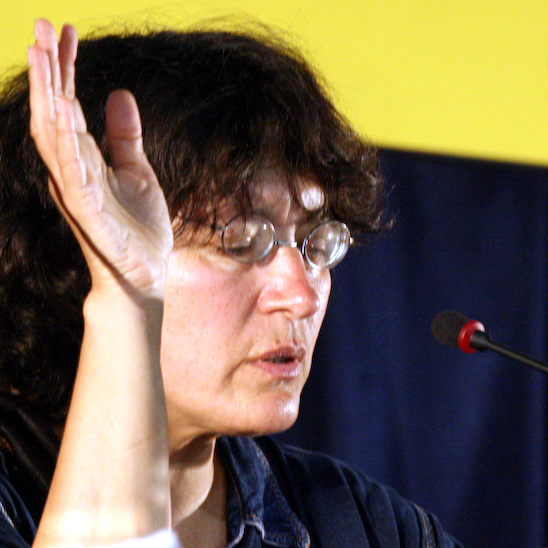
Амира Хасс, 2007 год.

Амира Хасс (англ. Amira Hass, ивр. עמירה הס‎; 1956 Иерусалим) — израильская журналистка левых взглядов. Работает в газете «Хаарец». Специализируется в освещении ситуации на оккупированной Израилем территории Западного берега реки Иордан и в секторе Газа. Несколько лет, единственная среди израильских журналистов, проживала на палестинских территориях среди арабского населения.

## Книги
- «Выпить море в Газе: Дни и ночи на осаждённой земле» (2000) Drinking the Sea at Gaza: Days and Nights in a Land Under Siege (2000)
- «Вести репортажи из Рамаллы: Израильский журналист в оккупированной стране» (2003) Reporting from Ramallah: An Israeli Journalist in an Occupied Land (2003).
- В 2008 году Амира Хасс составила и опубликовала книгу воспоминаний своей матери Ханны Леви-Гесс о нацистском концлагере «Дневники Берген-Бельзена 1944—1945».

## Премии
- 2000 — Премия «Герой Свобода печати» от Международного института прессы
- 2002 — Премия прав человека имени Бруно Крайского
- 2003 — Всемирная премия ЮНЕСКО/Гильермо Кано за вклад в дело свободы печати
- 2004 — Премия фонда памяти Анны Линд
- 2009 — Премия памяти Гранта Динка
- 2009 — Премия за жизненные достижения от Международного женского медийного фонда

## Критика
В 2001 году иерусалимский суд постановил, что Хасс оклеветала еврейскую общину в Хевроне, и обязал её заплатить 250 тысяч шекелей (около 60 тысяч долларов) в качестве возмещения ущерба. Хасс, на основании палестинских источников, обвинила поселенцев в осквернении тела боевика, убитого израильской полицией. Поселенцы заявили, что обвинение Хасс — ложное и написано ею с тем, чтобы нанести ущерб их репутации. В ходе заседаний суда было установлено, что телевизионные сообщения других средств массовой информации об инциденте свидетельствуют в пользу версии поселенцев, и что ложная статья Хасс нанесла ущерб репутации еврейской общины. Газета «Хаарец» не нашла времени для организации защиты Хасс в суде, но заявила после его окончания, что будет обжаловать решение суда. На данный момент данных об обжаловании не обнаружено.
Сама Хасс заявила, что использовала информацию, полученную от арабской общины Хеврона, и что за проверку этой информации на основании источников Армии обороны Израиля и еврейской общины отвечает редакция газеты.